# ジョセフ・サージェント
ジョセフ・サージェント（Joseph Sargent、1925年7月22日 - 2014年12月22日）は、アメリカ合衆国の映画監督である。『サブウェイ・パニック』を手がけたことで知られている。日本語では「ジョゼフ・サージェント」と表記されることもある。

## 経歴
1925年7月22日、ニュージャージー州ジャージー・シティに生まれる。10代の頃、志願兵として第二次世界大戦に参加する。戦後、アクターズ・スタジオで演技を学ぶ。ニュー・スクール大学を卒業した。
1966年、『0011ナポレオン・ソロ 地獄へ道づれ』で劇場用長編映画監督デビューを果たす。1974年、『サブウェイ・パニック』を監督する。2008年のテレビ映画『Sweet Nothing in My Ear』をもって、映画監督業を引退する。
2014年12月22日、カリフォルニア州マリブにて死去。89歳没。

## フィルモグラフィー
特記なき作品は監督のみ。

### 映画
- 0011ナポレオン・ソロ 地獄へ道づれ One Spy Too Many （1966年）
- 0011ナポレオン・ソロ対シカゴ・ギャング The Spy in the Green Hat （1967年）
- アフリカ大空輸 The Hell with Heroes （1968年）
- 地球爆破作戦 Colossus: The Forbin Project （1970年）
- ザ・マン 大統領の椅子 The Man （1972年）
- 白熱 White Lightning （1973年）
- サンシャイン Sunshine （1973年）
- サブウェイ・パニック The Taking of Pelham One Two Three （1974年）
- マッカーサー MacArthur （1977年）
- ゴールデンガール Goldengirl （1979年）
- コースト・トゥ・コースト 危ないのはお好き!? Coast to Coast （1980年）
- デビルゾーン Nightmares （1983年）
- ジョーズ'87 復讐篇 Jaws: The Revenge （1987年） - 監督・製作

### テレビ映画
- 指令!白銅貨を盗め The Sunshine Patriot （1968年）
- ソルジャー・パワー ある兵士の祈り Tribes （1970年）
- 甦える青春・恍惚と不安の日々 The Man Who Died Twice （1973年）
- 刑事コジャック・スペシャル マーカス＝ネルソン殺人事件 The Marcus-Nelson Murders （1973年）
- アメリカを震撼させた夜 The Night That Panicked America （1975年） - 監督・製作
- ファイター・ジョー・モラン Terrible Joe Moran （1984年）
- 愛は沈黙を越えて Love Is Never Silent （1985年）
- アクトレス ある女優の栄光と挫折 There Must Be a Pony （1986年）
- デイワン 最終兵器の覚醒 Day One （1989年）
- カーペンターズ・ストーリー The Karen Carpenter Story （1989年）
- ブレーメンの出来事 The Incident （1990年）
- キャロラインはだれ? Caroline? （1990年）
- 秋の旅路 Green Journey （1990年）
- アイボリー・ハンター Ivory Hunters （1990年）
- ミス・ローズホワイトの秘密 Miss Rose White （1992年）
- 続・潮風のサラ Skylark （1993年） - 監督・製作
- ソドムとゴモラ Abraham （1993年）
- 君だけを見つめて… My Antonia （1994年）
- ミス・エバーズ・ボーイズ 黒人看護婦の苦悩 Miss Evers' Boys （1997年）
- マンデラとデクラーク Mandela and de Klerk （1997年）
- ロングアイランドの悲劇 The Long Island Incident （1998年）
- ザ・ウォール The Wall （1998年）
- ジェファーソン 冤罪の死刑囚 A Lesson Before Dying （1999年）
- さらば愛しのキューバ For Love or Country: The Arturo Sandoval Story （2000年）
- キング・オブ・タップ Bojangles （2001年）
- 奇蹟の手 ボルチモアの友情 Something the Lord Made （2004年）
- ルーズベルト 大統領の保養地 Warm Springs （2005年）
- 多重人格・シビルの記憶 Sybil （2007年）
- Sweet Nothing in My Ear （2008年）

### テレビドラマ
- ハロー王ちゃん Kentucky Jones （1964年）
- インベーダー The Invaders （1967年）
- 不死身の男 The Immortal （1969年）
- SPACE 宇宙への旅立ち Space （1985年）